# 가우스 상수
수학에서 가우스 상수 {\displaystyle G}는 1과 제곱근 2의 산술 기하 평균의 역수로 정의된다.
{\displaystyle G={\frac {1}{\mathrm {agm} \left(1,{\sqrt {2}}\right)}}=0.8346268\dots .}
상수는 1799년 5월 30일  가우스(Carl Friedrich Gauss)의 이름을 딴 것이다.
{\displaystyle G={\frac {2}{\pi }}\int _{0}^{1}{\frac {dx}{\sqrt {1-x^{4}}}}}
그래서,
{\displaystyle G={\frac {1}{2\pi }}\mathrm {B} \left({\tfrac {1}{4}},{\tfrac {1}{2}}\right)}
여기서 {\displaystyle B}는 베타 함수다.
가우스 상수는 가우스 인력상수와 혼동되어서는 안 된다.

## 다른 상수와의 관계
가우스 상수는 {\displaystyle {1 \over 4}}에서 감마 함수를 표현하는 데 사용될 수 있다.
{\displaystyle \Gamma \left({\tfrac {1}{4}}\right)={\sqrt {2G{\sqrt {2\pi ^{3}}}}}}
또는,
{\displaystyle G={{\left[\Gamma \left({\tfrac {1}{4}}\right)\right]^{2}} \over {2{\sqrt {2\pi ^{3}}}}}}
{\displaystyle \pi } 와 {\displaystyle \Gamma \left({1 \over 4}\right)}는 가우스 상수와 대수적으로 독립적이기 때문에 가우스 상수는 초월적이다.

## 렘니스케이트(Lemniscate) 상수
가우스(Gauss) 상수는 베르누이의 렘니스케이트같은 렘니스케이트(염주형꼴) 상수의 정의에 사용될 수 있는데,
첫 번째는 다음과 같다.
{\displaystyle L_{1}\;=\;\pi G}
및 두 번째 상수
{\displaystyle L_{2}\,\,=\,\,{\frac {1}{2G}}}
렘니스케이트(염주형꼴)의 호 길이를 찾는 과정에서 발생한다.

## 같이 보기
- 수학 상수
- 베르누이의 렘니스케이트
- 베타 함수
- 시에르핀스키 상수

## 참고
- Weisstein, Eric Wolfgang. “Gauss's Constant”. 《Wolfram MathWorld》 (영어). Wolfram Research.
- Sequences A014549 and A053002 in OEIS